# Nicola Ciletti
Nicola Ciletti (San Giorgio La Molara, 9 marzo 1883 – 2 aprile 1967) è stato un pittore italiano.

## Biografia
La sua attività di pittore si estende senza soluzione di continuità dal 1903 al 1967, anno della sua scomparsa.
Alla pittura affianca l’insegnamento, con l’istituzione, a Benevento, di una importante scuola d’arte (“La Bottega d’Arte”) che opera dal 1932 al 1945 e l’impegno sociale, che lo porta ad essere eletto sindaco di San Giorgio La Molara, carica che ricopre dal 1943 al 1952. Nel 1927 sposa Fryda Laureti Ciletti che è stata sua compagna per tutta la vita, e con la quale ha avuto i figli Gloria, Imperia e Sigfrido. Fryda coltiva vari interessi culturali spaziando dall’esercizio della pittura, a quello della poesia e della scrittura.
Tra le passioni di Ciletti spicca la fotografia, alla quale si dedica dai primi anni del '900 alla fine della seconda guerra mondiale.
L’Amministrazione di San Giorgio La Molara, nel 1976, ha ricordato Nicola Ciletti attribuendogli il nome della piazza ove ha sede il Comune e, nel 1983, in occasione del centenario della nascita, viene intitolata a suo nome la locale scuola statale, edificata negli anni in cui Ciletti fu sindaco.
Nel 1991 il comune di Benevento intitola al nome di Nicola Ciletti una strada e nel 2002 viene eretto un busto del pittore nella villa comunale.
Nel 2002 viene costituita l’Associazione “Archivio Nicola Ciletti”, la cui presidentessa è la figlia del pittore, Imperia, con lo scopo di promuovere iniziative per la valorizzazione della figura e dell'opera dell'artista. Nello stesso anno viene pubblicato il sito istituzionale dell'associazione . 
Al fine di favorire studi il più possibile ampi e approfonditi sul pittore, l'Associazione ha donato alla Biblioteca Provinciale di Benevento un'ampia raccolta di materiali originali riguardanti l'attività di Ciletti, comprendente diverse centinaia di articoli di stampa, a partire dal 1908, e tutti i cataloghi disponibili delle sue esposizioni.

## Attività artistica
Nicola Ciletti espone per la prima volta, appena ventenne, alla Promotrice di Napoli esordendo con riuscitissimi studi di animali […]] "Ha conosciuto il successo, e il più caloroso e unanime, fin dal lontano 1906, quando, giovanissimo, a Torino venne salutato come il migliore rappresentante del Mezzogiorno” scrive Mario Rotili “le opere di Ciletti lo rivelano artista originale, pittore cui l’Ottocento napoletano è stato solo esperienza formativa. La sua gravità di volume, ed il suo impianto chiaroscurale solido e sostanzioso sono conquiste personali, cui molto dà la tradizione, dalla quale il pittore mai deliberatamente si stacca, ma che solo un forte temperamento poteva realizzare. E le realizza appieno, quando, abbandonati i toni plumbei e tetri ispiratigli da una tumultuosa scapigliatura giovanile in Napoli ed a New York, ritrova […] nella sua terra […] la luminosità abbagliante del sole […] e la chiarità malinconica del raggio lunare […]. Ed in questo mondo […] in cui matura l’ispirazione del pittore. È quello che mostrano i suoi quadri […] tra gli altri: Sotto il Solleone, I Padroni, Il Vento, Gli Umili, affermatosi alla Biennale veneziana del 1926, e Pane e Terra, I Falciatori […] sono una autentica celebrazione della gente del Sannio.”
Scrive il giornalista Michele Marotti: “Nel 1908, alla Esposizione Internazionale Quadriennale di Torino, con il quadro La Scelta delle Mele merita le incondizionate lodi di Giovanni Borrelli per la pittura sana e vigorosa, per il soggetto sociale del quadro, Ciletti è definito ‘pittore di pensiero’: i giornali e le riviste sono piene del suo nome; ed a Roma alla Esposizione Internazionale [del 1911] ottiene un immenso successo con il suo Chiaro di Luna tra gli Ulivi. Successo che gli frutta, da parte dell’Associazione Artistica Internazionale, l’invito telegrafico ad esporre a Firenze, che significa onore ambito dai più vecchi e noti artisti. Ma l’avventura d’oltre Oceano lo tenta, l’anima sua irrequieta ed assetata di cose nuove ambisce altri orizzonti, s’imbarca […]".
Dal 1911 al 1915 è a New York, dove realizza numerose opere e frequenta esponenti della cultura e dell'arte contemporanea.
Quasi proseguendo il racconto di Marotti, Alberto Silvestri prosegue in un articolo del 1932 “[…] l’artista è a New York nel 1911 e nel 1912 con due mostre successive s’impone alla considerazione del raffinato pubblico newyorkese, conquistando le simpatie e la stima dei critici d’arte d’America. […] Ritornato in Italia durante il terribile ciclone che fu la guerra europea, la sua attività artistica non ebbe sosta”.
Nel 1915 è presente all’Esposizione Nazionale di Napoli e allestisce una mostra personale alla Galleria d’Arte De Conciliis di Milano con sessanta opere.
Con la pace ritornano i successi della Quadriennale Internazionale di Torino (1919), Espone alla Biennale di Napoli nel 1921, nel ‘22 espone a Firenze alla mostra “Primaverile” di Sem Benelli e nel 1926 alla Biennale di Venezia.
"La Pinacoteca di Capodimonte, la Raccolta Provinciale di Napoli, acquistano i lavori di Ciletti; il Municipio di Napoli, la Camera di Commercio, i Sindacati ornano le loro sale delle tele del pittore sannita. S.M. il Re […] acquista un quadro di Nicola Ciletti” oggi alla Quadreria del Quirinale. Conquistato ormai un posto al sole nell’Olimpo dei pittori italiani, ritorna alla sua città natale non ignorato dai suoi concittadini. […] Nicola Ciletti è uno dei più vividi ingegni prodotto da questo nostro rude Sannio, uno degli artisti più vigorosi e più espressivi di Italia tutta”.
Nel 1932 Ciletti espone in una personale al Circolo Artistico di Napoli, tra le altre, la grande tela “Il Vento”. La critica resa ammirata: “Nicola Ciletti ha trasfuso la sensibilità pittorica del suo animo anche nel paesaggio, vibrante nella speciale atmosfera in cui furono sentite le figure, che vivono il loro dramma, solo intuito, ma straordinariamente reso nel colore dell’artista.”
Nonostante il successo di pubblico e di critica, Ciletti decide di escludersi dalle manifestazioni artistiche nazionali e internazionali in quanto divenute appannaggio del regime. L’isolamento che ne è la conseguenza si protrarrà nei lunghi anni della guerra e oltre. Ma quegli stessi anni furono fonte di ispirazione inarrestabile di opere intensamente sentite ed espresse (“Lettera dal fronte”, “Durante il bombardamento”, “L’orbo”, “La casa dell’ostaggio”, “Undicesimo figlio”).
Torna a Roma con una esposizione al Palazzo delle Esposizioni nel 1958 e alla Galleria San Marco nel 1965. Scrive Gennaro Ricolo nel 1968: “bello ancora, nella sua figura, fiero come un Hidalgo, conscio della missione di difensore estremo dei quell’arte. […]. Roma, sempre più cosmopolita, frastornata, in preda al boom della pop-art, ritrova se stessa”.
Così Bruno Morini sul Giornale d’Italia: “[…] basterebbe solo qualche opera per classificare Nicola Ciletti tra i maestri della pittura, che non morirà per asfissia allorché si svuoteranno le bombole da cui è alimentata troppa parte della odierna arte figurativa. […] Ciletti è un verista: ma […] non subendo il dato realistico, bensì ricreandolo: cieli, campagne e monti, luci e acque, stagioni e ore, gli uomini con le loro eterne passioni, rinascono da questa magica tavolozza in vigorosa e fresca materia pittorica, in racconti piani, schivi di retorica, e virilmente e genuinamente commossi. Nello svelare la potenza di un tono, il fascino di un contrasto, l’umile poesia o in dramma di un momento, d’un sentimento, Ciletti è un mago, ma senza alambicchi e polverine, né formule degli artisti d’oggi”.
Scrive Fossani: “[…] se Ciletti non avesse altro, gli rimarrebbe sempre la grande perizia del mestiere, cioè la tecnica che gli incapaci condannano e i giovani scansano per il desiderio di arrivare in fretta e senza fatica […]. Ma Ciletti è anche un poeta, cioè, un artista che si vale della sua capacità compositiva per esprimere i suoi sentimenti. Indaga nel mondo che lo circonda per coglierne i momenti culminanti della tensione umana. La “Lettera dal Fronte”, “Terra e Pane”, “Fuoco spento”, “La casa dell’Ostaggio”, “Posto vuoto”, sono brani umani in lotta col destino. Le composizioni si poggiano su una trama disegnativa salda perfetta”.
Dopo la scomparsa del pittore, ampi studi biografici sono stati condotti da Luigi Antonio Gambuti e, sotto il profilo della produzione artistica, da Mariantonietta Picone Petrusa che nel 2000 ha incluso l'opera di Ciletti nella grande mostra "Arte a Napoli dal 1920 al 1945: gli anni difficili".